# Kertajadi
Kertajadi is een bestuurslaag in het regentschap Cianjur van de provincie West-Java, Indonesië. Kertajadi telt 8340 inwoners (volkstelling 2010).